# Diebold Hermann
Diebold Hermann (Csepel, 1877. április 8. – Budapest, 1960. október 27.) magyar építész.

## Élete
Szülei Diebold Mihály és Krammer Borbála. Fiatalon Alpár Ignác mellett folytatott tanulmányokat. 1906. október 27-én Erzsébetfalván feleségül vette Vittvindisch Karolinát.
Pályája elején Csepelen tervezett több középületet. A Csepeli Munkásotthon külseje a második világháború során megsérült, az 1960-as években modern stílusban átépítették. A Csepeli Kultúrház a háború alatt elpusztult. A két világháború közötti időben jelentős műve a neogótikus stílusban tervezett, Budapest XX. kerületében található Magyarok Nagyasszonya templom. 
Leszármazottja Koppány Zsolt író, esszéista.
1960-ban hunyt el 83 éves korában. A Farkasréti temetőben helyezték nyugalomra.

## Ismert épületei
- 1916–1917: Csepeli Weiss Manfréd Kórház (ma: Jahn Ferenc Dél-pesti Kórház Csepeli Weiss Manfréd Telephelye), Budapest, Déli u. 11.
- 1917–1920: Csepeli Munkásotthon (ma: Csepeli Munkásotthon Művelődési Ház), Budapest, Árpád u. 1.
- 1925–1927: Csepeli Kultúrház, Budapest, Szent Imre tér 20.
- 1930–1936: Pacsirtatelepi Magyarok Nagyasszonya templom, Budapest, Magyarok Nagyasszonya tér 12.

Ő tervezte az 1930-as években a Pesterzsébeti Árpádházi Szent Erzsébet templom (Budapest, Kossuth Lajos u. 60.) szárnyas oltárát is.

## Képtár

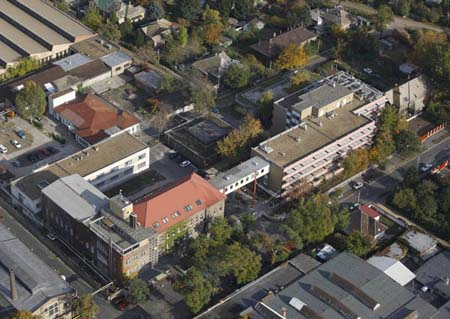
Csepeli Weiss Manfréd Kórház (felülnézet)
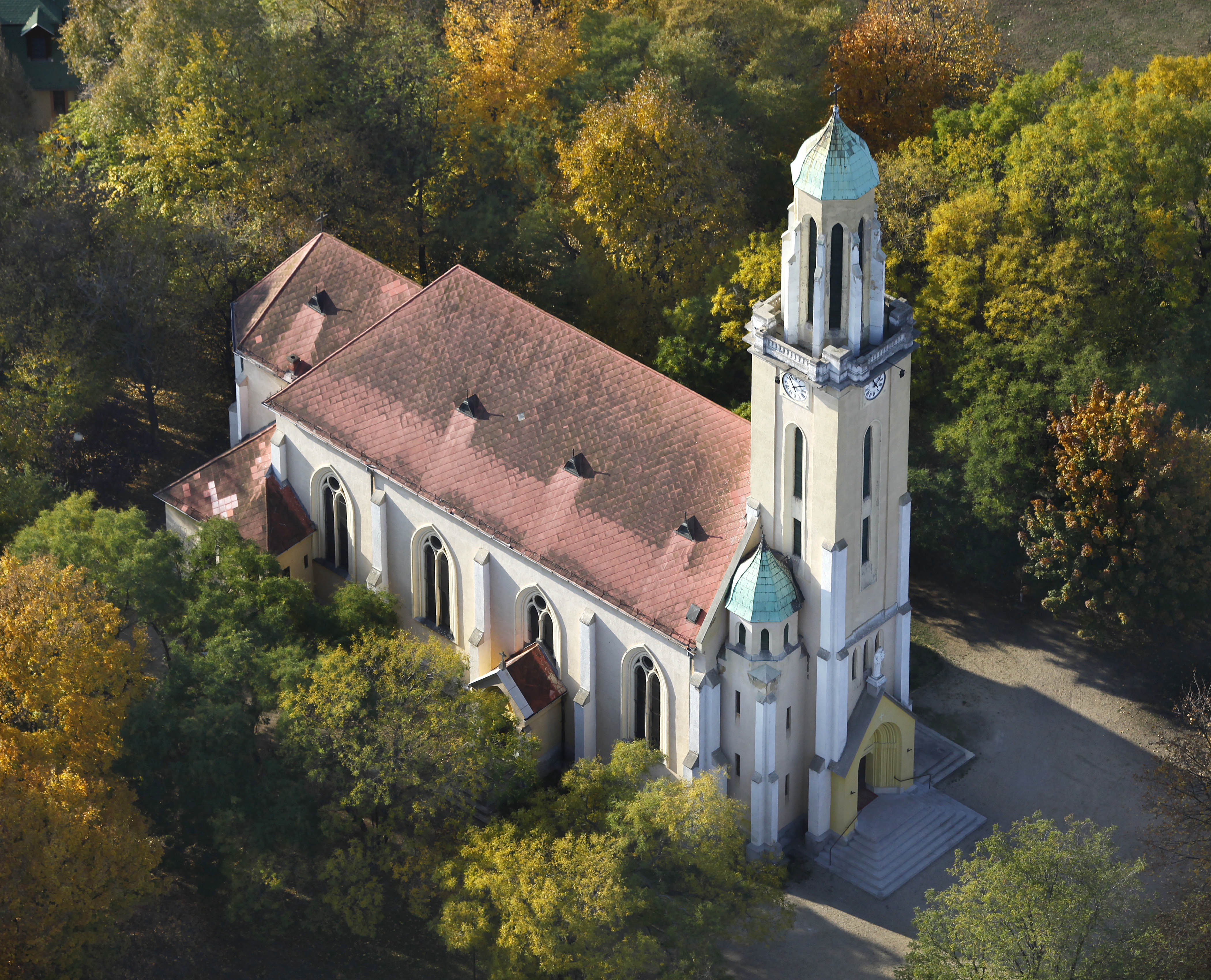
Pacsirtatelepi Magyarok Nagyasszonya templom (felülnézet)
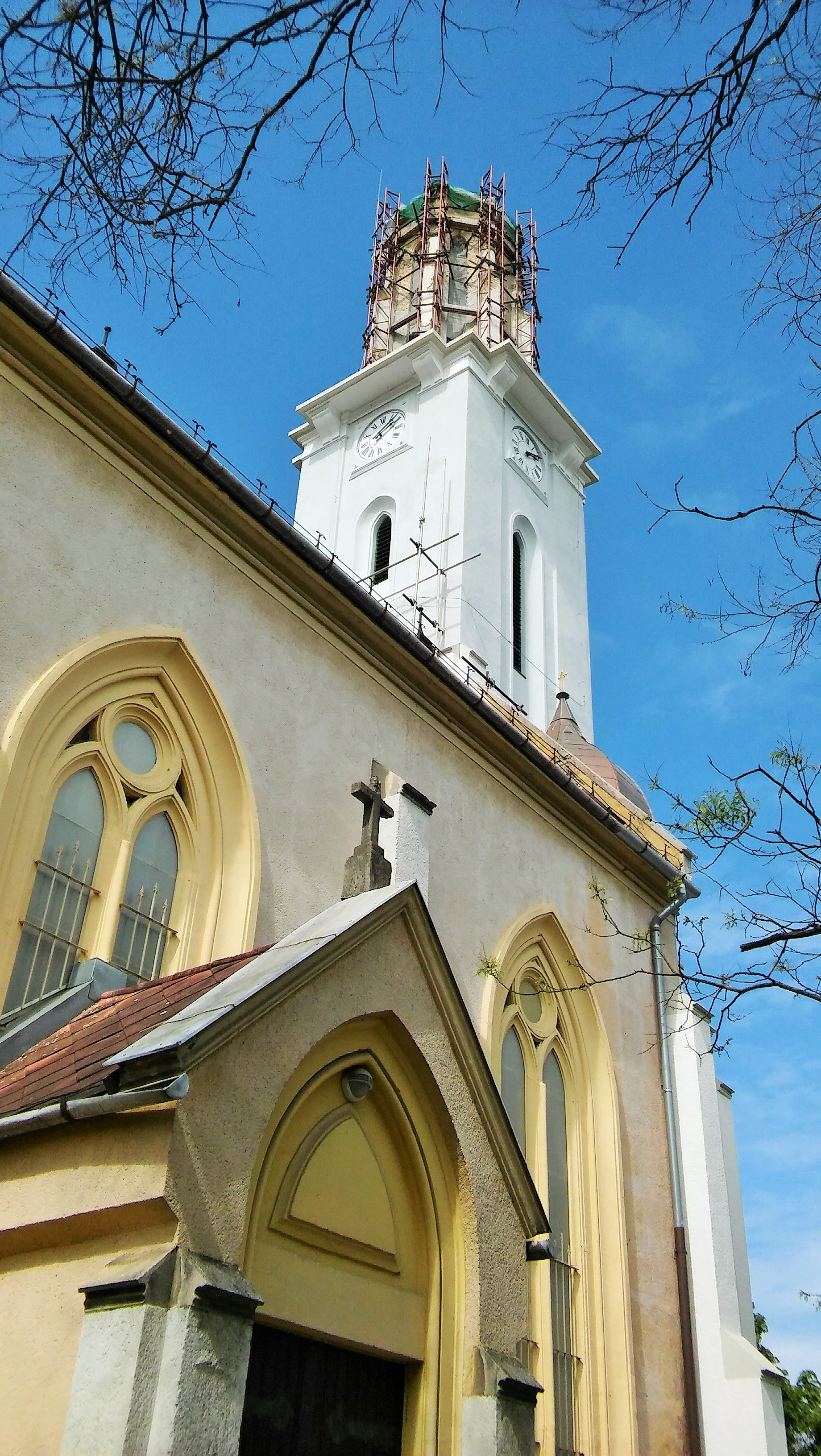
Pacsirtatelepi Magyarok Nagyasszonya templom (oldalnézet)
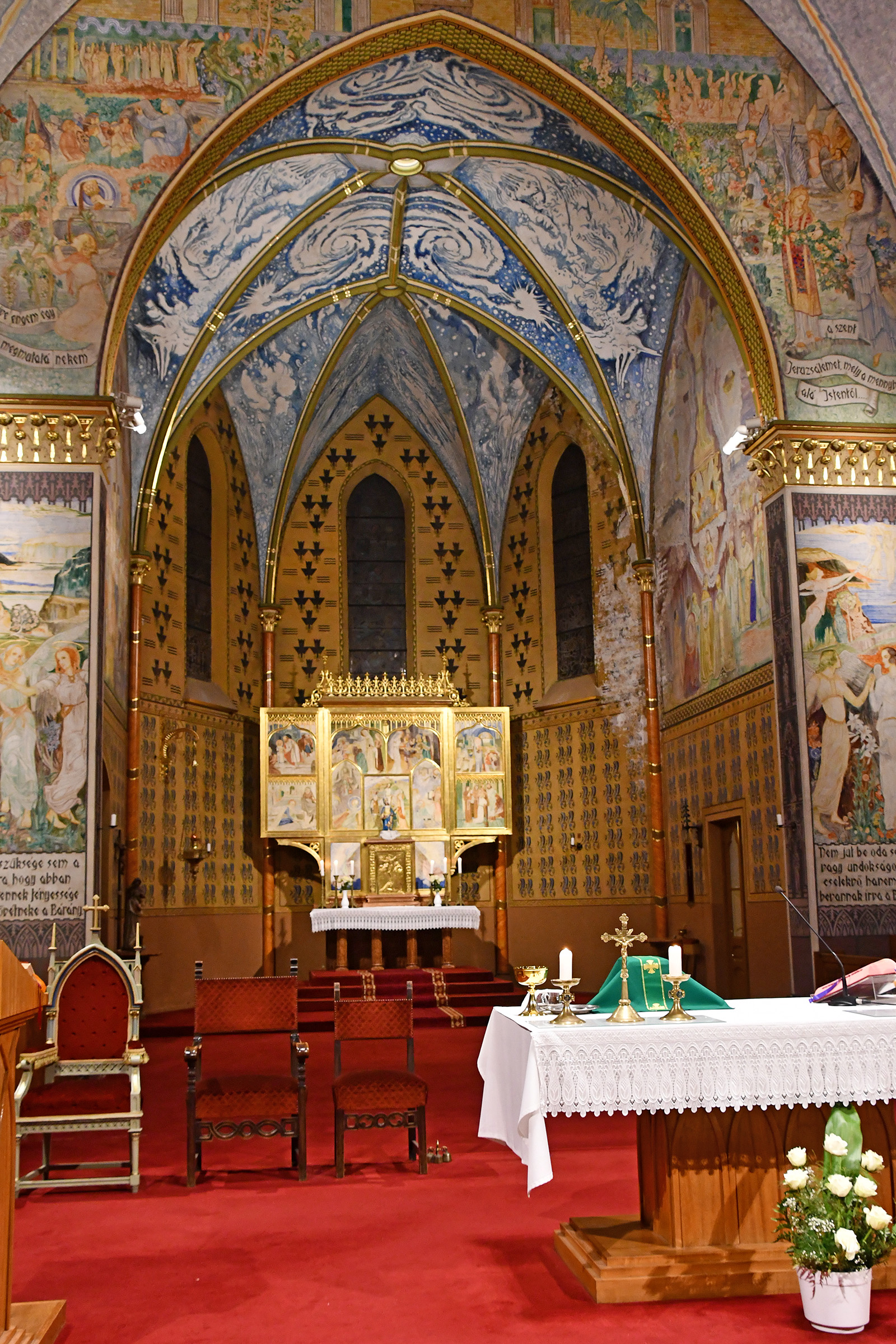
Pesterzsébeti Árpádházi Szent Erzsébet templom szárnyas oltára
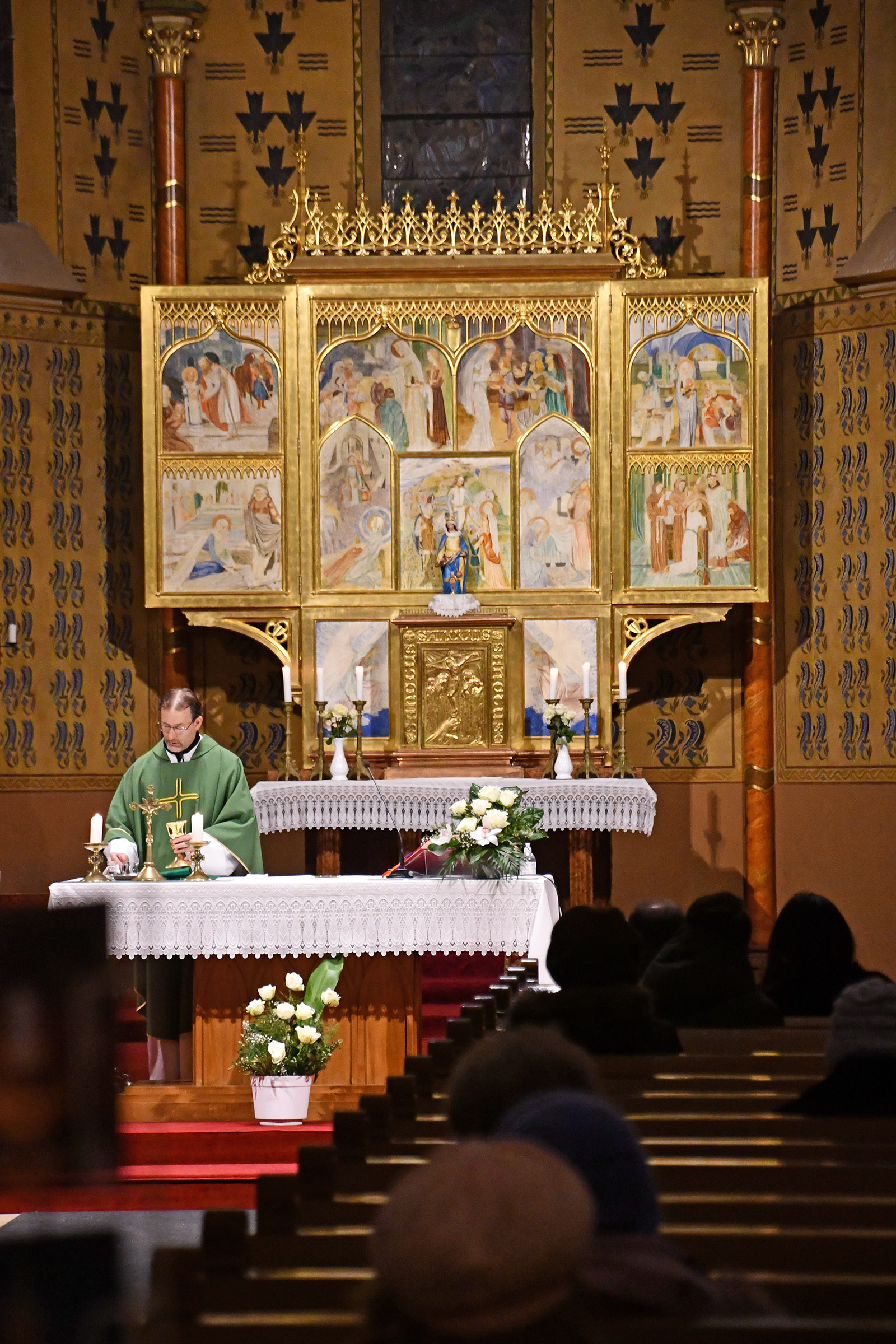
Pesterzsébeti Árpádházi Szent Erzsébet templom szárnyas oltára (közelről)
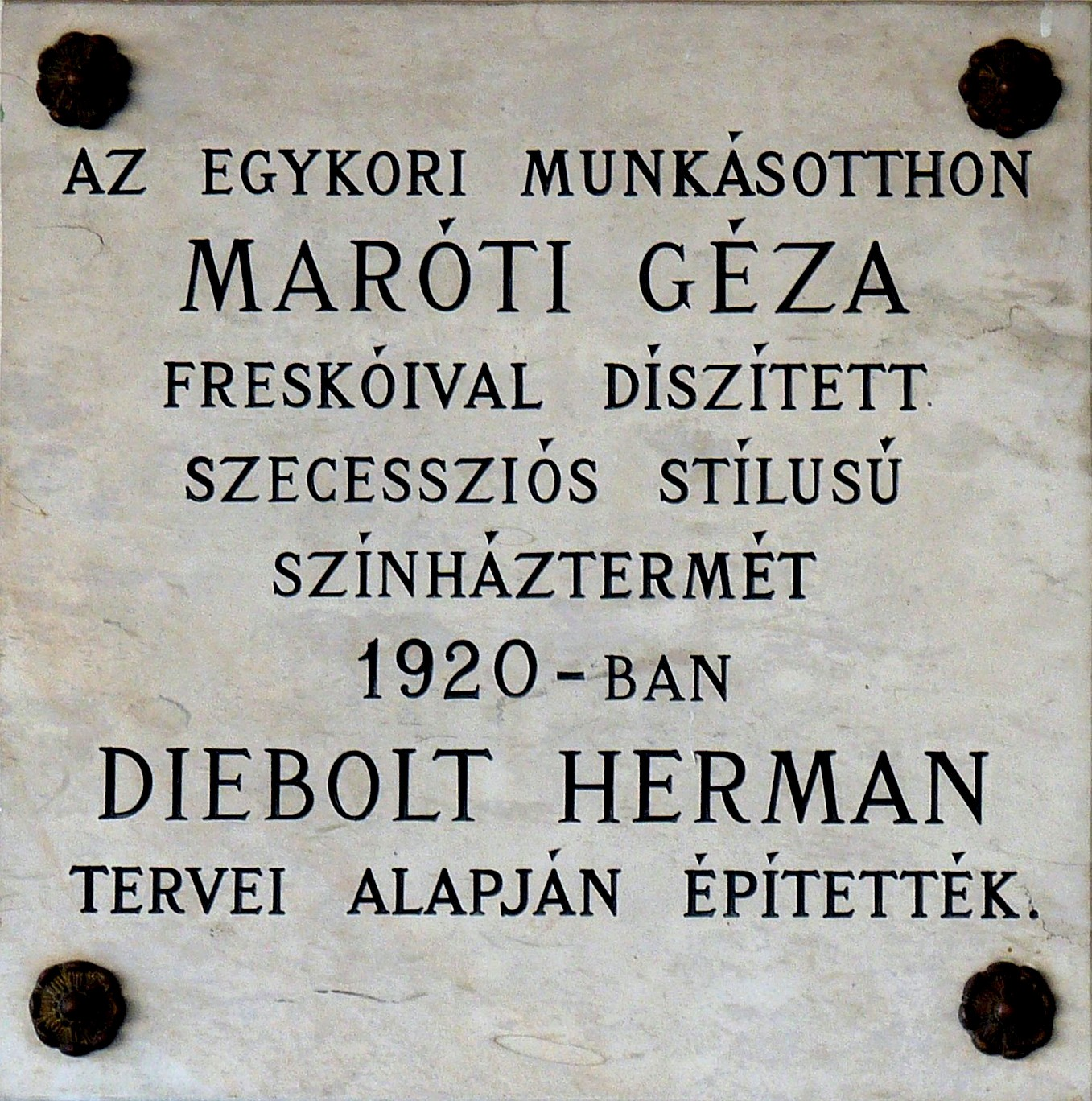
Emléktáblája a Csepeli Munkásotthon falán